# Seeg
Seeg – miejscowość i gmina w południowych Niemczech, w kraju związkowym Bawaria, w rejencji Szwabia, w regionie Allgäu, w powiecie Ostallgäu, siedziba wspólnoty administracyjnej Seeg. Leży w Allgäu, około 15 km na południe od Marktoberdorfu, przy linii kolejowej Kaufbeuren–Füssen.

## Dzielnice
Albatsried, Amberg, Anwanden, Aufmberg, Bach, Beichelstein, Berkmühle, Biedings, Brandstatt, Buchach, Burk, Dederles, Engelbolz, Enzenstetten, Felben, Goimenen, Greit, Gsöllen, Hack, Hebern, Hitzleried, Hochstraß, Hollen, Hörmatzen, Kirchtal, Langegg, Lobach, Lobacherviehweide, Obermühle, Oberreuten, Rennbothen, Ried, Riedegg, Roßfallen, Schnarren, Schwarzenbach, Schweinegg, Seeg, Seeweiler, Straß, Sulzberg, Tannenmühle, Unterhalden, Unterreuten oraz Zeil

## Demografia
| Rok  | Liczba mieszk. |
| ---- | -------------- |
| 1970 | 2 318          |
| 1987 | 2 276          |
| 2000 | 2 811          |

## Polityka
Wójtem gminy jest Manfred Rinderle, rada gminy składa się z 14 osób.
|      | CSU/Arbeitnehmer u. Rentner/Bauern u. Wählergem. | Razem |
| 2008 | 14                                               | 14    |
| 2002 | 14                                               | 14    |